# Lo Wahl
Lo Helena Wahl, född 11 oktober 1970 i Maria Magdalena församling i Stockholm, är en svensk skådespelare.
Wahl utexaminerades från Teaterhögskolan i Stockholm 1999, men hon medverkade redan innan dess i diverse teater/filmproduktioner, däribland Rederiet i SVT, där hon spelade "Kå-Kå".

## Familj
Lo Wahl är dotter till författaren Mats Wahl. Hon är gift med musikproducenten Klas B Wahl (tidigare Klas Baggström) och de har två söner.

## Filmografi
- 1993–1995 – Rederiet - Karin 'Kåkå' Karlsson
- 2001 – En sång för Martin - Susanne